# Galium ephedroides
Galium ephedroides är en måreväxtart som beskrevs av Heinrich Moritz Willkomm. Galium ephedroides ingår i släktet måror, och familjen måreväxter. Inga underarter finns listade i Catalogue of Life.